# 新民府
新民府，晚清时设置的府。
光绪二十八年（1902年）升新民厅置，治所在今辽宁省新民市。辖境约当今辽宁省新民、黑山、彰武等市县地。属奉天省。民国初年，全国废府州厅改县，于1913年降为新民县。 